# Gran Premi del Pacífic de motociclisme
El Gran Premi del Pacífic de motociclisme fou un esdeveniment esportiu que es disputà en 4 ocasions entre el 2000 i el 2003 al Circuit de Motegi, dins del calendari del Campionat del món de motociclisme.

## Noms oficials i patrocinadors
- 2000–2001: Pacific Grand Prix of Motegi (sense patrocinador oficial)[1]
- 2002–2003: Gauloises Pacific Grand Prix of Motegi[2]

## Guanyadors múltiples

### Pilots
| # Victòries | Pilot      | Victòries | Victòries  |
| # Victòries | Pilot      | Categoria | Anys       |
| ----------- | ---------- | --------- | ---------- |
| 2           | Toni Elías | 250cc     | 2002, 2003 |

### Constructors
| # Victòries | Constructor | Victòries | Victòries        |
| # Victòries | Constructor | Categoria | Anys             |
| ----------- | ----------- | --------- | ---------------- |
| 5           | Aprilia     | 250cc     | 2001, 2002, 2003 |
| 5           | Aprilia     | 125cc     | 2000, 2003       |
| 5           | Honda       | MotoGP    | 2002, 2003       |
| 5           | Honda       | 500cc     | 2001             |
| 5           | Honda       | 250cc     | 2000             |
| 5           | Honda       | 125cc     | 2002             |

## Guanyadors per any
Fonts:
| Any  | Circuit | 125 cc            | 125 cc  | 250 cc         | 250 cc  | MotoGP             | MotoGP | Detalls |
| Any  | Circuit | Pilot             | Moto    | Pilot          | Moto    | Pilot              | Moto   | Detalls |
| ---- | ------- | ----------------- | ------- | -------------- | ------- | ------------------ | ------ | ------- |
| 2003 | Motegi  | Hèctor Barberà    | Aprilia | Toni Elías     | Aprilia | Max Biaggi         | Honda  | Detalls |
| 2002 | Motegi  | Dani Pedrosa      | Honda   | Toni Elías     | Aprilia | Alex Barros        | Honda  | Detalls |
|      |         | 125 cc            | 125 cc  | 250 cc         | 250 cc  | 500 cc             | 500 cc |         |
| 2001 | Motegi  | Youichi Ui        | Derbi   | Tetsuya Harada | Aprilia | Valentino Rossi    | Honda  | Detalls |
| 2000 | Motegi  | Roberto Locatelli | Aprilia | Daijiro Kato   | Honda   | Kenny Roberts, Jr. | Suzuki | Detalls |